# Giuseppe Zacco
Giuseppe Zacco (* Oktober 1786 in Catania; † 21. März 1834 in Catania) war ein italienischer Maler auf Sizilien.
Zacco malte ausschließlich Altarbilder für Kirchen Ostsiziliens. Oft wiederholte er seine Figuren, die er zu neuen Bildmotiven in spätbarocker Manier zusammenfügte.

## Werke (Auswahl)
- Santuario Maria SS. Annunziata al Carmine (Catania): Altarbilder „Santa Maria Maddalena de’ Pazzi“ und „Sant Angelo carmelitano“ (beide 1813)
- Chiesa di San Francesco d’Assisi all’Immacolata (Catania): Altarbild „Chiesa Madre“ (Giarre: Altarbild „Immacolata“, (1819)
- Chiesa di S. Leonardo (Comiso): Tafelbilder die Heiligen Agathe und Petrus (1820) „Heiliger Bonaventura“ (1827))
- Chiesa di Sant’Antonio da Padova (Belpasso): Altarbild
- Chiesa Madre (Macchia di Giarre): Tafelbild „Heiliger Vitus“ (1828)
- Chiesa dell’Immacolata Concezione Dagala del Re: Altarbild „Heiliger Antonius“ (1830)
- Santissimo Ritrovato (San Giovanni Montebello): 2 Tafelbilder „Verkündigung“ und „Kreuzigung“ beide von 1833
- Santuario della Madonna della Lettera (Riposto): „Madonna della Sacra Lettera“ Kopie nach byzantinischem Original
- Chiesa Madre (Riposto): Tafelbilder